# Старо купатило у Јошаничкој Бањи
Старо купатило у Јошаничкој Бањи је део бањског комплекса, као најстарија грађевина за коришћење термалне воде, подигнут у 18. веку. Представља непокретно културно добро као споменик културе.
Купатило је изграђено у периоду турске окупације, са свега две просторије и очито је саграђен за лековиту бању, каплиџу. Главни део објекта има степеничасто укопани базен и наткривен је плитком слепом куполом, а друга просторија је предвиђена за парење. Кров је четвороводан, покривен ћерамидом, док су фасаде су скромно обрађене. 
Старо купатило поред архитектонских и историјских поседује и балнеолошке вредности.
- Јошаничка Бања, старо купатило
- Јошаничка Бања, старо купатило

Заједничким улагањем Министарства трговине, туризма и телекомуникација и општине Рашка, купатило је 2019. године потпуно реновирано.